# Diecezja Scranton
Diecezja Scranton (łac. Dioecesis Scrantonensis, ang. Diocese of Scranton) jest diecezją Kościoła rzymskokatolickiego w metropolii Filadelfia w Stanach Zjednoczonych. Swym zasięgiem obejmuje północno-wschodnią część stanu Pensylwania.

## Historia
Diecezja została kanonicznie erygowana 3 marca 1868 roku przez papieża Piusa IX. Wyodrębniono ją z ówczesnej diecezji Filadelfia. Pierwszym ordynariuszem został kapłan archidiecezji Filadelfia pochodzenia irlandzkiego William O’Hara (1816-1899). W latach 1892–1897 kapłanem tej diecezji był ks. Franciszek Hodur, twórca Kościoła Polskokatolickiego. W Scranton znajduje się do dziś główna siedziba tego odłamu chrześcijaństwa.

## Ordynariusze
- William O’Hara (1868–1899)
- Michael John Hoban (1899–1926)
- Thomas Charles O'Reilly (1927–1938)
- William Joseph Hafey (1938–1954)
- Jerome Daniel Hannan (1954–1965)
- Joseph Carroll McCormick (1966–1983)
- John Joseph O’Connor (1983–1984)
- James Timlin (1984–2003)
- Joseph Martino (2003–2009)
- Joseph Bambera (od 2010)